# Aquilegia ecalcarata
Aquilegia ecalcarata är en ranunkelväxtart som beskrevs av Carl Maximowicz. Aquilegia ecalcarata ingår i släktet aklejor, och familjen ranunkelväxter. Inga underarter finns listade i Catalogue of Life.

## Bildgalleri

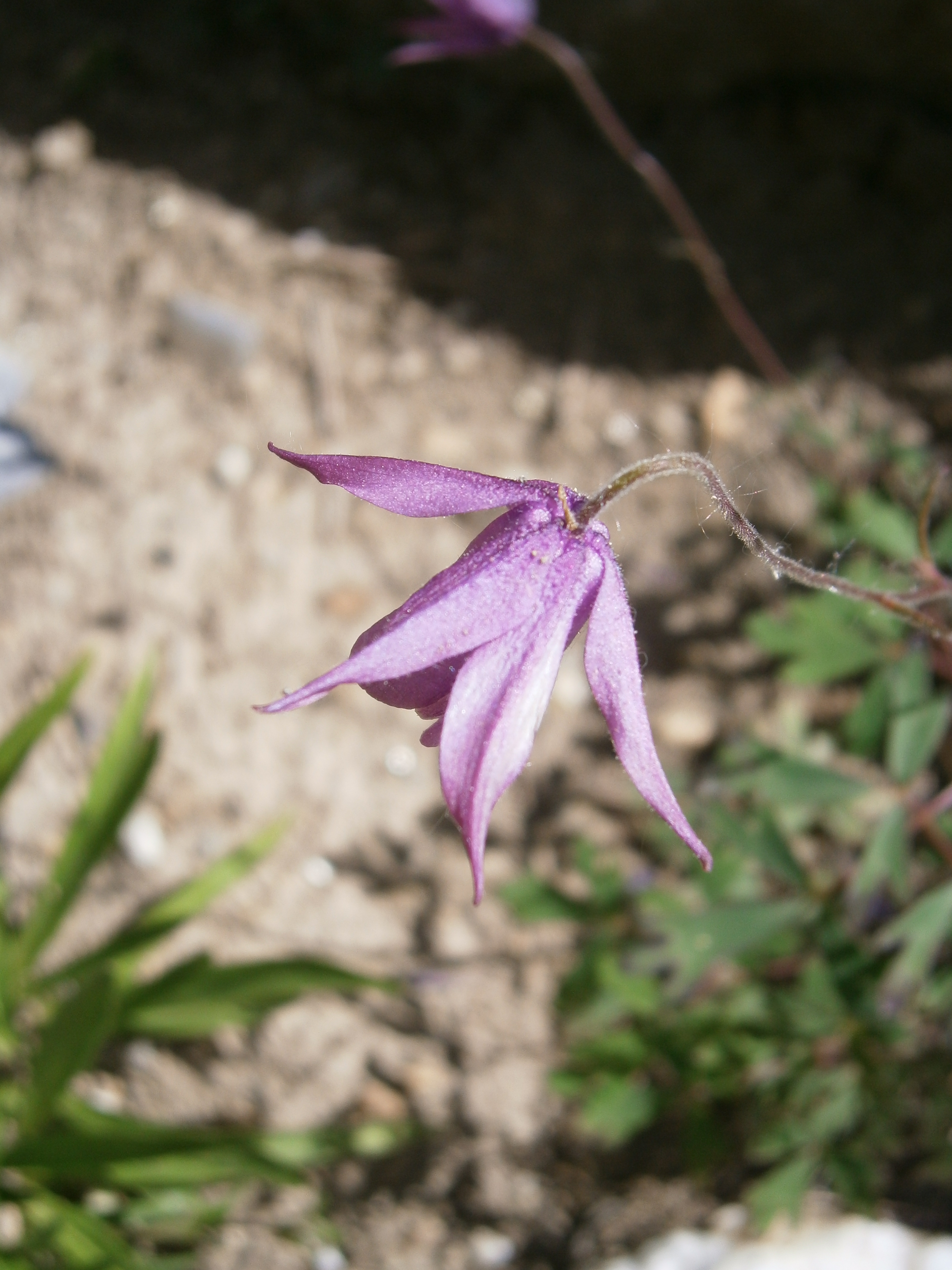